# Baryconus astennos
Baryconus astennos är en stekelart som beskrevs av Mikhail Vasilievich Kozlov och Lê 2000. Baryconus astennos ingår i släktet Baryconus och familjen Scelionidae. Inga underarter finns listade.